# Walter Schumacher (Fußballspieler)
Walter Schumacher (* 20. Juli 1926) ist ein ehemaliger deutscher Fußballspieler. 

## Karriere
Walter Schumacher spielte in Stuttgart zunächst für den SV Heslach und dann für die Sportfreunde Stuttgart Fußball. 1948 folgte ein Wechsel zu den Stuttgarter Kickers, für die er insgesamt 109 Spiele in der Oberliga Süd und in der II. Division bestritt und dabei 47 Tore erzielte. 1956 verließ er die Kickers und wanderte in die Vereinigten Staaten aus. Dort spielte er für die New York Allstars und den Elizabeth SC und kehrte später nach Deutschland zurück.